# Rognes Station
Rognes Station (Rognes stasjon) er en jernbanestation på Rørosbanen, der ligger ved bygden Rognes i Midtre Gauldal kommune i Norge. Stationen består af et spor og en perron med et læskur.
Stationen åbnede 4. januar 1876 sammen med banen mellem Singsås og Støren. Oprindeligt hed den Rognæs, men den skiftede navn til Rognes i 1894. Den blev nedgraderet til trinbræt 1. august 1958.
Den første stationsbygning blev opført til åbningen i 1876 efter tegninger af Peter Andreas Blix. 24. august 1940 blev hele stationsområdet og en stor del af sporet i Gauldalen ramt af oversvømmelse i Gaula som følge af langvarigt regnvejr. Oversvømmelsen medførte at hele stationsområdet faldt i elven. En ny stationsbygning ble opført ca. 400 meter længere mod syd efter tegninger af NSB Arkitektkontor i 1945.
I 1974 blev stationen flyttet yderligere ca. 200 meter mod syd. En helt fjerde station blev åbnet lige nord den gamle 20. november 2009. Stationsbygningen fra den anden station ejes i dag af private og benyttes til beboelse.